# Chlumec nad Cidlinou III
Chlumec nad Cidlinou III (Kolínské Předměstí) je část města Chlumec nad Cidlinou v okrese Hradec Králové. Nachází se na západě Chlumce nad Cidlinou. V roce 2009 zde bylo evidováno 368 adres. V roce 2001 zde trvale žilo 929 obyvatel.
Chlumec nad Cidlinou III leží v katastrálním území Chlumec nad Cidlinou o výměře 17,02 km2.